# ジェイ・バルチェル
ジェイ・バルチェル（Jay Baruchel, 1982年4月9日 - ）はカナダ出身の俳優。

## 略歴
カナダのオンタリオ州オタワ出身。父親はユダヤ系、母親はアイルランド系のカトリック。妹が一人いる。
12歳の時から演技をはじめ、メジャー作品には1996年に放送された『My Hometown』あたりから徐々に増え始めた。その後もカナダのティーン向け番組に出演を続け、2000年にキャメロン・クロウ監督の『あの頃ペニー・レインと』へ出演を果たした。2001年からは、ジャド・アパトー監督のテレビシリーズ Undeclaredに出演。その後もクリント・イーストウッド監督の『ミリオンダラー・ベイビー』などの話題作に出演し、若手俳優としての頭角を現していく。その後は主にコメディ映画への出演が多い。2008年にベン・スティラーが監督した『トロピック・サンダー/史上最低の作戦』では、スティラー、ロバート・ダウニー・Jr、ジャック・ブラックら演じる俳優たちのわがままに翻弄される若手の俳優を嬉々と演じた。2010年に出演した『魔法使いの弟子』ではニコラス・ケイジとも共演。俳優としてのキャリアを着実に築いている。
2017年には『俺たち喧嘩スケーター2: 最後のあがき』で監督デビューを果たす。

## 私生活
女優のアリソン・ピルと2010年から2013年まで婚約していた。が、2013年2月に自身のtwitterで破局したと投稿した。

## フィルモグラフィー
- 邦題が定まっている作品のみを記す

### 映画
| 年   | 邦題/原題                                                                     | 役名                   | 備考         |
| ---- | ----------------------------------------------------------------------------- | ---------------------- | ------------ |
| 2000 | あの頃ペニー・レインと Almost Famous                                          | ヴィク                 |              |
| 2002 | ルールズ・オブ・アトラクション The Rules of Attraction                        | ハリー                 |              |
| 2003 | メネシス・ゲーム Nemesis Game                                                 | ジェレミー・クーラン   |              |
| 2004 | ミリオンダラー・ベイビー Million Dollar Baby                                  | デンジャー・バーチ     |              |
| 2005 | TRANSPORT/トランスポート Fetching Cody                                        | アート・フランケル     |              |
| 2007 | 無ケーカクの命中男/ノックトアップ Knocked Up                                  | ジェイ                 |              |
| 2008 | トロピック・サンダー/史上最低の作戦 Tropic Thunder                            | ケヴィン・サンダスキー |              |
| 2008 | キミに逢えたら! Nick and Norah's Infinite Playlist                            | タル                   |              |
| 2009 | ファンボーイズ Fanboys                                                        | ウィンドウズ           |              |
| 2009 | ナイト ミュージアム2 Night at the Museum: Battle of the Smithsonian           | ジョーイ・モトローラ   |              |
| 2010 | ある日モテ期がやってきた She's Out of My League                               | カーク                 |              |
| 2010 | ヒックとドラゴン How to train your dragon                                     | ヒック                 | 声の出演     |
| 2010 | 魔法使いの弟子 The Sorcerer's Apprentice                                      | デイヴ・スタットラー   |              |
| 2011 | 俺たち喧嘩スケーター Goon                                                     | パット                 | 兼製作・脚本 |
| 2012 | コズモポリス Cosmopolis                                                       | シェイナー             |              |
| 2013 | ディス・イズ・ジ・エンド 俺たちハリウッドスターの最凶最期の日 This Is the End | 本人                   |              |
| 2013 | エージェント・スティール The Art of the Steal                                 | フランシー             |              |
| 2014 | ロボコップ RoboCop                                                            | ポープ                 |              |
| 2014 | ヒックとドラゴン2 How to Train Your Dragon 2                                  | ヒック                 | 声の出演     |
| 2017 | 俺たち喧嘩スケーター2: 最後のあがき Goon: Last of the Enforcers               | パット                 | 兼監督・脚本 |
| 2019 | ヒックとドラゴン 聖地への冒険 How to Train Your Dragon: The Hidden World      | ヒック                 | 声の出演     |
| 2019 | ニューヨーク 親切なロシア料理店 The Kindness of Strangers                     | ジョン                 | [ 8 ]        |
| 2023 | ブラックベリー BlackBerry                                                     | マイク・ラザリディス   | [ 9 ]        |

### テレビ
| 年          | 邦題/原題                                | 役名                   | 備考        |
| ----------- | ---------------------------------------- | ---------------------- | ----------- |
| 2006 - 2007 | NUMBERS 天才数学者の事件ファイル Numb3rs | オズワルド・キットナー | 2エピソード |
| 2012        | ビーイング・ヒューマン Being Human       | スチュ                 | 1エピソード |

## 参照
1. ↑  現代版『スラップ・ショット』？ショーン・ウィリアム・スコットが、アイスホッケー・プレイヤーに挑戦！ - ライブドアニュース
2. ↑  “One more round for actor after two TV flops”.   Arizona Daily Star. 2007年11月10日閲覧。
3. ↑  “The Frat Pack Tribute: Previews: Tropic Thunder”.   The Frat Pack Tribute. 2007年11月10日閲覧。
4. ↑  ジェイ・バルチェル、「俺たち喧嘩スケーター」続編で監督デビュー - ライブドアニュース
5. ↑  “"Exclusive: Alison Pill, Jay Baruchel Call Off Engagement"”. Us Weekly. (2013年3月4日) 2013年6月22日閲覧。
6. ↑  “『魔法使いの弟子』のジェイ・バルシェル、アリソン・ピルとの婚約を解消”. シネマトゥデイ. (2013年3月10日) 2013年6月22日閲覧。
7. ↑  “Jay Baruchel moves behind the camera with blood-on-the-ice hockey comedy ‘Goon: Last of the Enforcers’”.   Los Angeles Times (2017年8月31日). 2024年1月9日閲覧。
8. ↑  “‘The Kindness of Strangers’ Film Review: Cast of Stars Cross Paths in Miserable Manhattan”.   The Wrap (2020年2月14日). 2024年1月9日閲覧。
9. ↑  “映画『ブラックベリー』感想（ネタバレ）”.   シネマンドレイク (2023年12月13日). 2024年1月9日閲覧。